# Valaklitts naturreservat
Valaklitt är ett naturreservat i Sibbarps socken i Varbergs kommun i Halland.
Området är beläget mellan Valasjön och Stegasjön i Åkulla i Varbergs kommuns inland. Det har en yta på 31,5 hektar. Reservatet inrättades 1978 och ingår i det större Åkulla bokskogar.
Terrängen i Valaklitt är kuperad. Vegetationen består bokskog. Inom området finns också mycket död ved, som fungerar som livsrum för många olika arter av svampar och insekter. Flera rödlistade arter av lavar finns i naturreservatat. Vintertid finns flockar av bergfinkar som äter bokollon. En annan art inom naturreservatet är skogsduva.